# 東京ベイ舞浜ホテル

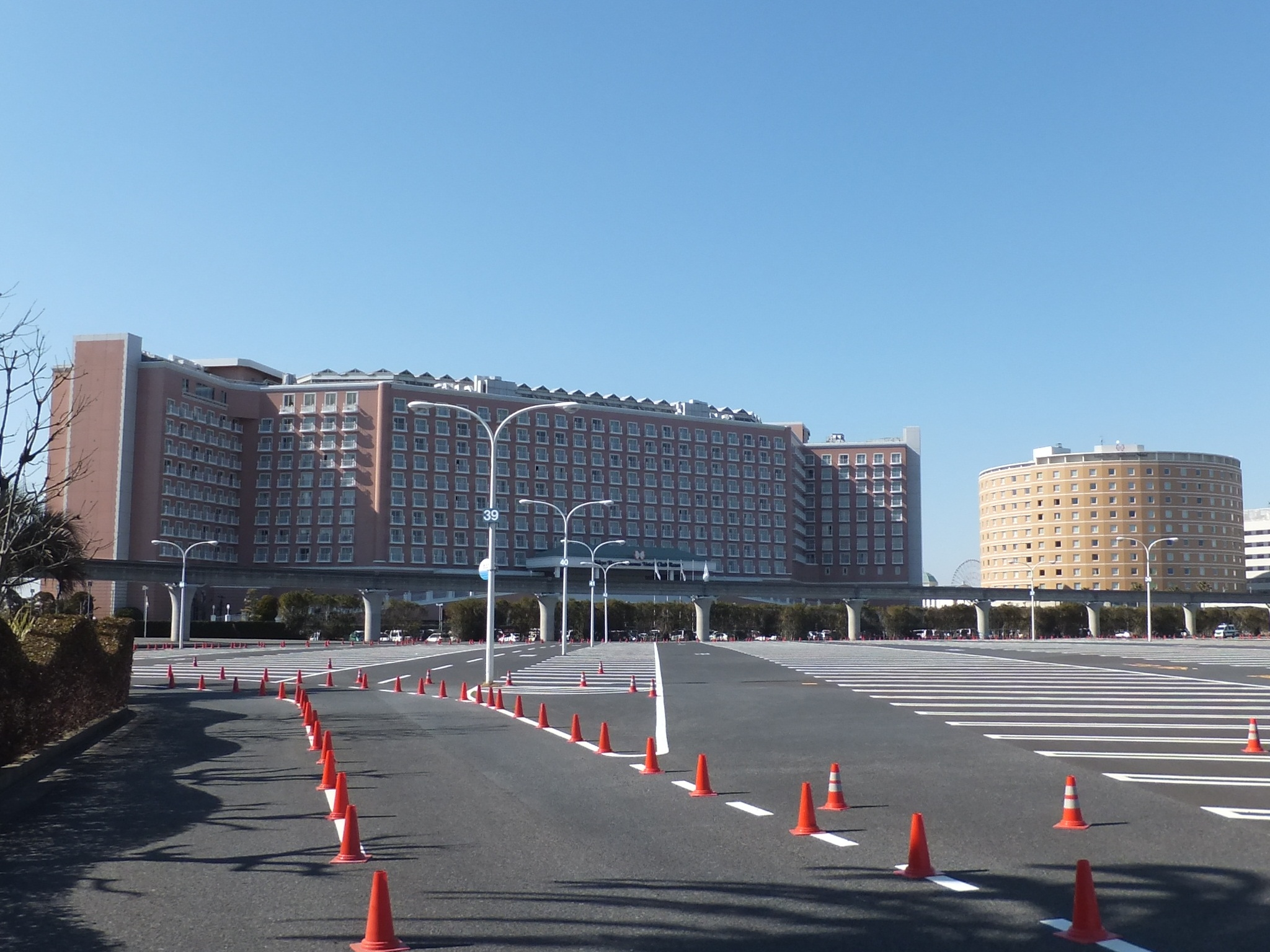
東京ベイ舞浜ホテル（右）とグランドニッコー東京ベイ 舞浜(旧東京ベイ舞浜ホテルクラブリゾート)（左）（2012年2月19日）

東京ベイ舞浜ホテル（とうきょうベイまいはまホテル、Tokyo Bay Maihama Hotel）は、東京ディズニーリゾート内にある東京ディズニーリゾート・オフィシャルホテルの一つである。
グランドニッコー東京ベイ 舞浜（前者の東京ベイ舞浜ホテルクラブリゾート、そのまた前者の東京ベイホテル東急）以来17年ぶりに開業した6番目のオフィシャルホテルである。

## 概要
- 所在地：千葉県浦安市舞浜1-34
- 開業日：2007年（平成19年）3月3日
- 客室数：428室
- 料飲施設：2箇所
- 宴会施設：4箇所
- 所有：株式会社東京ベイ舞浜ホテル
- 経営・運営：株式会社東京ベイ舞浜ホテル

## 客室
- ハーモニールーム（オレンジ・グリーン）
- シンフォニールーム（オレンジ・グリーン）
- コネクティング・ハーモニールーム（オレンジ・グリーン）
- ハースフロア
  - ハース・ハーモニールーム
  - ハース・シンフォニールーム
- 特別室
  - 和室
  - ベイビュースイートルーム
  - パークビュースイートルーム

## レストラン
- オープンレストラン　ファインテラス
- アトリウムラウンジ　ブルック
- ホテルベーカリー　　ハニービー

## 交通アクセス
- 鉄道
  1. JR京葉線舞浜駅で下車
  2. ディズニーリゾートラインを2駅目の「ベイサイド・ステーション」で下車
  3. ディズニーリゾートクルーザーで約3分
- バス
  - 羽田空港よりリムジンバスで50分
  - 成田空港よりリムジンバスで50分
  - 舞浜駅または浦安駅より東京ベイシティ交通・舞浜リゾート線（12系統）を利用し「東京ベイ舞浜ホテル」で下車。
  - 舞浜駅より無料シャトルバス（ディズニーリゾートクルーザー）を利用
  - ベイサイド・ステーションより無料シャトルバス（ディズニーリゾートクルーザー）を利用

なお、ベイサイドステーション発着の一部時間帯のディズニーリゾートクルーザーは、隣接する同じ系列ホテルの、東京ベイ舞浜ホテルファーストリゾートにも乗り入れする。
- 車
  - 首都高速湾岸線西行浦安出口より5km
  - 首都高速湾岸線東行葛西出口より4km

## 駐車場
- 1泊　3,000円（税抜）
- 2泊　4,700円
- 3泊以上　6,100円（一律）

（到着日午前0：00～出発日午後2：00）超過時間は1時間毎に600円